# Hauptverwaltung Ausbildung
Die Hauptverwaltung Ausbildung (kurz: HVA des MdI) war in der DDR neben der Hauptverwaltung Deutsche Volkspolizei, der Hauptverwaltung zum Schutze der Volkswirtschaft und der Hauptverwaltung Seepolizei eine der tragenden Säulen des Ministeriums des Innern (MdI), welches als exekutives Organ im Oktober 1949 aus der Deutschen Verwaltung des Innern gebildet wurde. Als Kaderschmiede der künftigen Streitmächte der DDR verkörperte die Hauptverwaltung Ausbildung als Nachfolger der Verwaltung für Schulung den militärisch orientierten Teil des Ministeriums. Mit der Zugehörigkeit zum MdI und dem damit suggerierten Eindruck einer Behörde mit Polizeicharakter wurde der „verdeckten Aufrüstungspolitik“ innerhalb der Sowjetischen Besatzungszone Rechnung getragen, um den im Sommer 1945 beim Potsdamer Abkommen verabschiedeten Beschluss zur Demilitarisierung Deutschlands nicht öffentlich zu verletzen.
Zur Schaffung kasernierter Polizeistrukturen wurden ab Herbst 1949 zehntausende Volkspolizei-Angehörige in den Schulen und Bereitschaften der HVA ausgebildet. Sämtliche Vorgaben hinsichtlich der Struktur, des Personals, der Dislozierung und des Ausbildungsinhalts wurden dabei direkt von der sowjetischen Staats- und Parteiführung (bzw. indirekt über die Sowjetische Kontrollkommission) festgelegt. Zur Beratung und gleichzeitiger Überwachung wurden Offiziere der Streitkräfte der UdSSR als Beobachter eingesetzt, die zudem die Zuteilung der Munition aus sowjetischen Beständen sowie die Genehmigung von Übungsschießen verantworteten. So durfte die Ausbildung an schweren Waffen nur nachts bzw. an abgelegenen Übungsplätzen erfolgen, da deren Besitz aufgrund von alliierten Kontrollratsbeschlüssen nicht erlaubt war. Um die militärische Oberhoheit der UdSSR über die SBZ nicht zu gefährden, wurde den HVA-Einheiten nur ein begrenzter Waffenbestand zugestanden, der einer angemessenen Ausbildung als ausreichend erschien. Das künftige Führungspersonal hatte zudem geheime Lehrgänge in der Sowjetunion zu absolvieren und wurde unter Maßgabe der Sicherung des SED-Führungsanspruchs zusammengestellt. So waren im Februar 1950 knapp die Hälfte der HVA-Offiziere Mitglied in der Partei, 1951 erhöhte sich die Quote auf 60 Prozent.
Nach Beendigung der ersten Phase des Streitkräfteaufbaus erteilte Moskau der SED-Führung Anfang April 1952 den Befehl zur Schaffung einer regulären Armee. Die mittlerweile 52.000 Mann umfassenden Einheiten der HVA wurden daraufhin zum 1. Juli 1952 in die Kasernierte Volkspolizei umgewandelt, um mittels personeller und materieller Aufstockung in der Folgezeit zu einer einsatzfähigen Truppe heranzuwachsen.